# Dispositivo telefonico per sordi

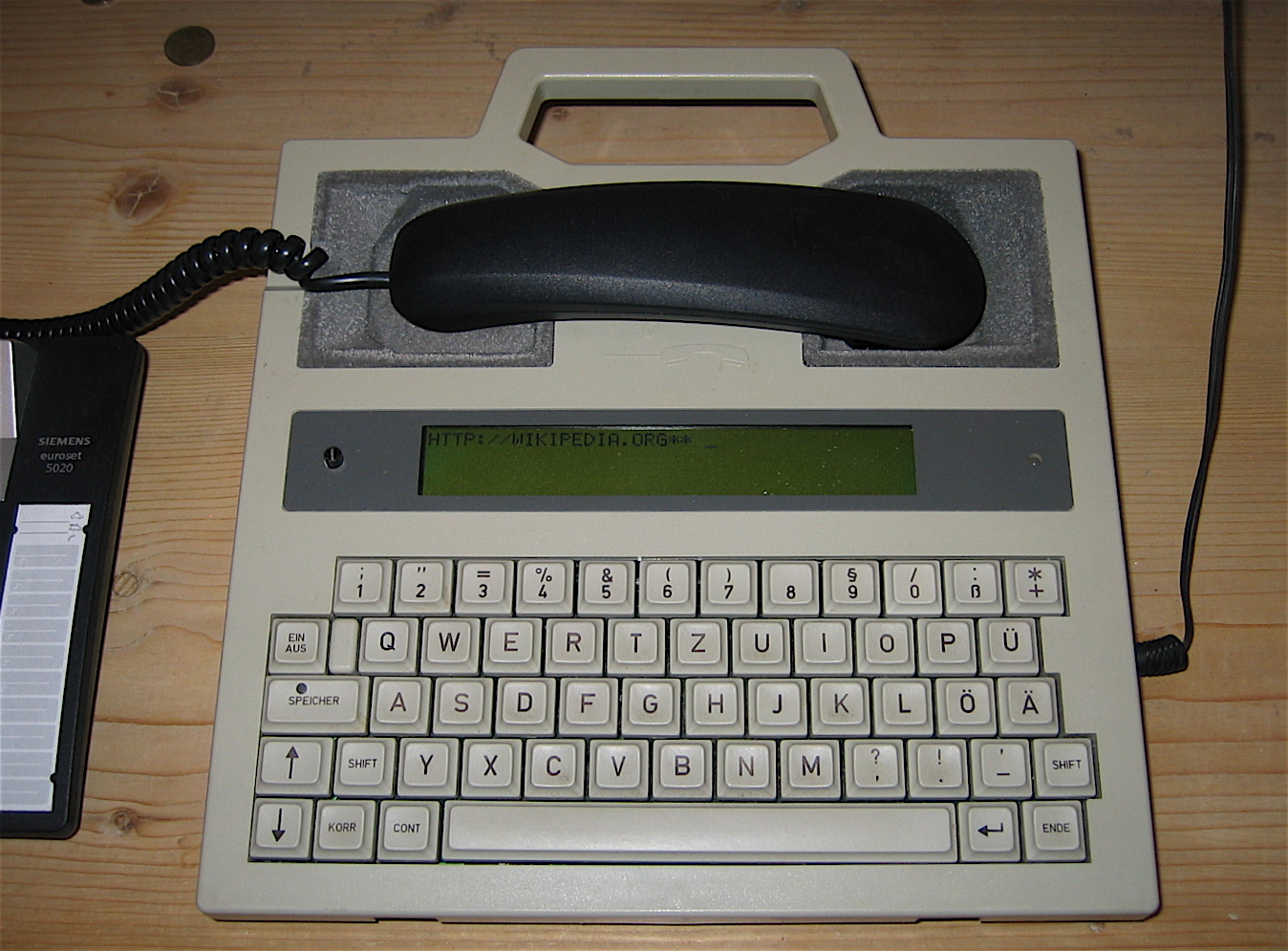
DTS tedesco della HGT

Il dispositivo telefonico per sordi, meglio conosciuto con la sigla DTS e noto anche come comunicatore telefonico, è uno strumento di comunicazione per i sordi. Studiato appositamente per le persone che hanno difficoltà di comunicazione verbale, esso consente loro di intrattenere comunicazioni telefoniche.
In seguito all'avvento di nuove tecnologie (chat internet, SMS, ecc.) l'uso dei dispositivi telefonici per sordi si sta progressivamente riducendo a favore di queste ultime.

## Storia
Il primo strumento di comunicazione per sordi venne sviluppato nel 1964 da James C. Marsters (1924-2009), un ortodentista statunitense con un passato da pilota di aerei che divenne sordo da bambino dopo aver contratto la scarlattina, e da Robert Weitbrecht (1920-1983), un fisico statunitense anch'egli sordo. Essi, assieme all'ingenere elettrico Andrew Saks, fondarono nell'area della baia di San Francisco l'APCOM (Applied Communications Corp.) con l'intento di sviluppare l'accoppiatore acustico; il loro primo prodotto venne denominato PhoneType. L'APCOM non fece altro che raccogliere vecchie telescriventi e combinarle con gli accoppiatori acustici, così da consentire di collegare le cornette dei normali telefoni agli accoppiatori e da qui trasmettere e ricevere una sequenza unica di toni generata dalla pressione dei tasti delle telescriventi.

## Funzionamento
Il dispositivo telefonico per sordi si collega alla normale linea telefonica ed è costituito da una tastiera per la scrittura e da un monitor per la visualizzazione dei messaggi.
Tra le funzioni del dispositivo telefonico per sordi c'è la possibilità di collegamento diretto con l'assistenza medica (telesoccorso), l'invio e la ricezione di fax e SMS, una rubrica dei numeri telefonici, la memorizzazione delle chiamate in entrata ed uscita, la possibilità di interfacciamento a personal computer e la possibilità di stampa delle conversazioni.
I tipi di comunicazione possibili sono i seguenti:
- tra persone con la stessa disabilità: entrambi i soggetti sono provvisti di comunicatore telefonico e la conversazione digitata sulla tastiera viene visualizzata direttamente sui monitor degli utenti;
- tra persone con disabilità e persone normodotate: in questo caso il disabile si connette a mezzo del suo comunicatore telefonico a un "servizio ponte", dove un operatore dotato di comunicatore telefonico riceve le informazioni in maniera testuale e le inoltra vocalmente (a mezzo normale telefono) all'utente normodotato.

In Italia esistono diversi servizi ponte, ma è ormai diventato quasi impossibile per i soggetti disabili reperire sul mercato i dispositivi telefonici per sordi. La difficoltà è data dalla riduzione del mercato di questi strumenti e la conseguente chiusura delle uniche aziende italiane produttrici in quanto si predilige maggiormente l'utilizzo degli SMS e delle chat via Internet. Gli strumenti provenienti dall'estero raramente si possono utilizzare in Italia a causa dei protocolli di telecomunicazione differenti e dalle specifiche richieste dal Ministero della Sanità. Lo standard accettato in Italia dal Ministero della Sanità è il V.18 ed è anche compatibile con lo standard delle linee telefoniche italiane. Se il prodotto ha tutte le caratteristiche richieste dal Ministero della Sanità, il disabile lo può ricevere gratuitamente mediante la fornitura di ausili prevista dalla ASL, regolata da un apposito nomenclatore tariffario.

## Galleria d'immagini

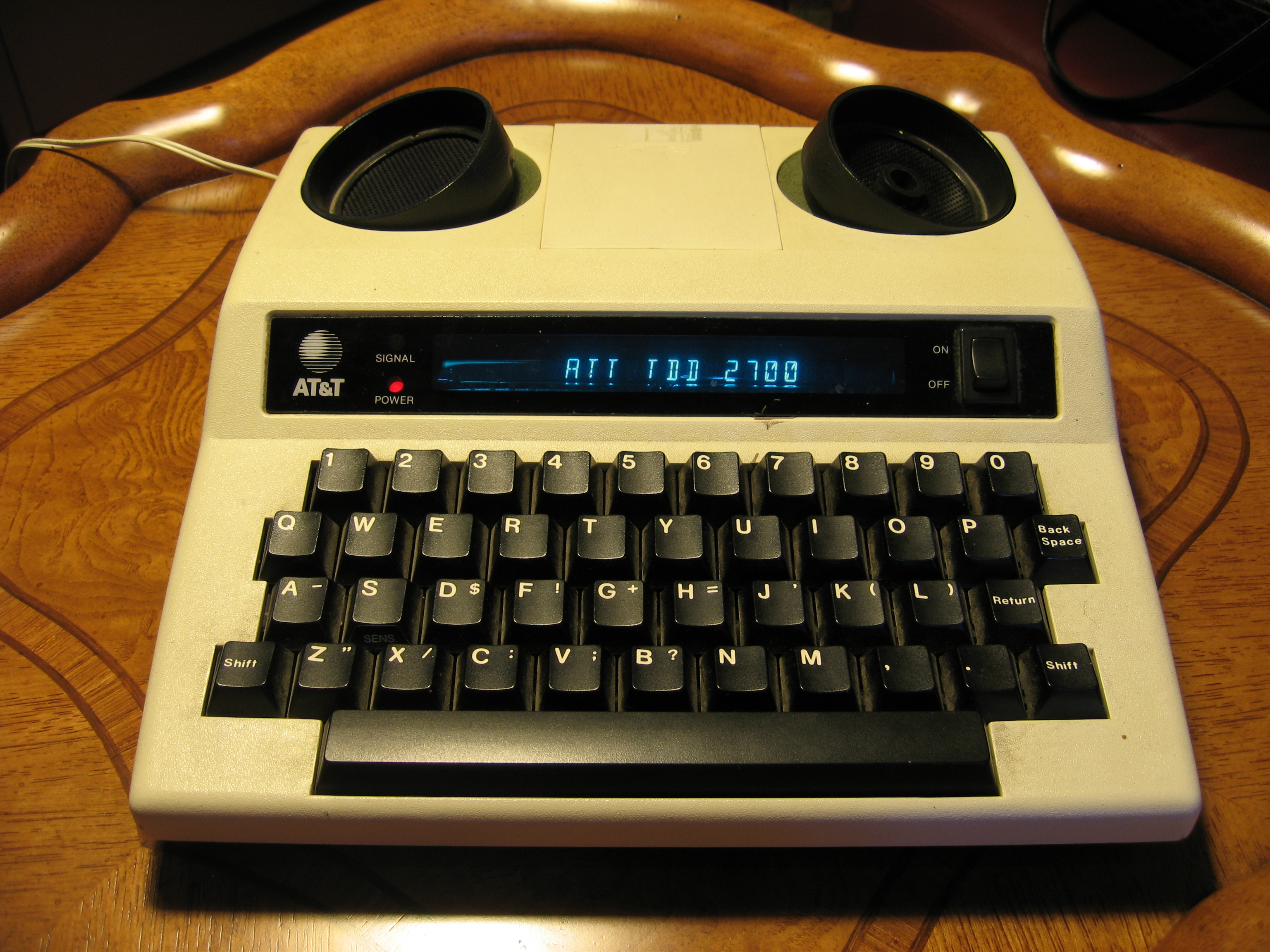
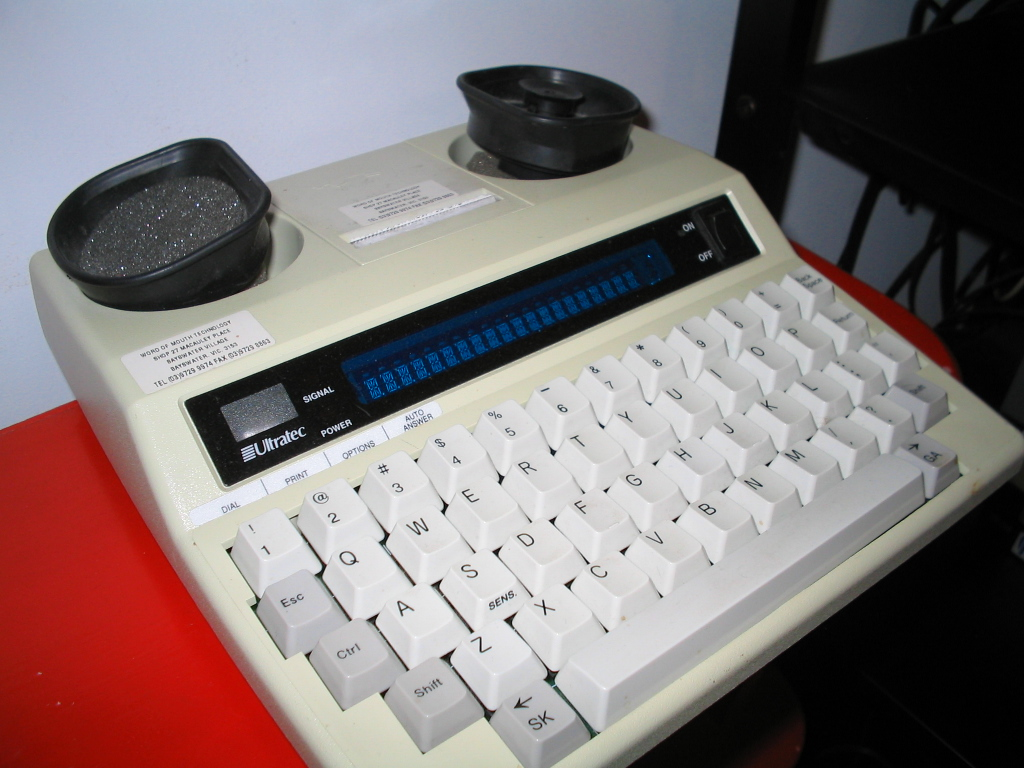